# 태하초등학교 학포분교
태하초등학교 학포분교는 대한민국 경상북도 울릉군에 있었던 공립 초등학교이다.

## 학교 연혁
- 1949년 6월 30일 태하국민학교 학포분교장 인가
- 1975년 3월 1일 학포국민학교 승격
- 1983년 2월 28일 태하국민학교 학포분교장 개편
- 1996년 3월 1일 태하초등학교 학포분교장 개편
- 1999년 9월 1일 태하초등학교로 통폐합